# 2,3-diclorobutano
El 2,3-diclorobutano es un compuesto orgánico de fórmula molecular C4H8Cl2. Es un haloalcano lineal de cuatro carbonos en el cual dos átomos de cloro están unidos a los carbonos 2 y 3 de la cadena carbonada. Estos dos carbonos son asimétricos, por lo que existen varios enantiómeros de este compuesto.

## Propiedades físicas y químicas
A temperatura ambiente, el 2,3-diclorobutano es un líquido incoloro o ligeramente amarillo. Su punto de ebullición es 118 °C y su punto de fusión -80 °C.
Posee una densidad mayor que la del agua (ρ = 1,107 g/cm³) y en estado gaseoso es 4,38 veces más denso que el aire.
El valor estimado del logaritmo de su coeficiente de reparto, logP = 2,11, revela que es más soluble en disolventes apolares que en disolventes polares.
Es poco soluble en agua (500 mg/L aproximadamente).
Es incompatible con agentes oxidantes.

## Síntesis
El 2,3-diclorobutano se puede sintetizar por cloración de 2-buteno con cloro.
Asimismo, por cloración fotoquímica de 2-clorobutano en fase gas a 35 °C se obtiene un 50% de 2,3-diclorobutano, junto a sus isómeros 1,2-, 1,3- y 2,2-diclorobutano.

## Usos
El 2,3-diclorobutano se emplea ampliamente como oxidante en reacciones de acoplamiento catalizadas por cobalto.
Asimismo, la deshidrocloración de este cloroalcano sirve para obtener una mezcla de 2-cloro-1-buteno y 2-cloro-2-buteno, intermediarios para producir cloropreno (2-cloro-1,3-butadieno), monómero empleado en la fabricación de elastómeros sintéticos de interés comercial. La reacción se lleva a cabo a 125 - 400 °C en presencia de alúmina, gel de alúmina o chromia sobre alúmina. También se emplea en la elaboración de 2,2,3-triclorobutano.
Otro uso distinto es como monómero en formulaciones de polisulfuro, empleado como sellador en tanques de combustible aeroespacial.

## Biodegradación
Se ha estudiado la biodegradación de este cloroalcano por parte del microorganismo Desulfitobacterium sp, la cual es efectiva ya que esta bacteria es afín a compuestos donde los átomos de cloro están en carbonos vecinales, como es el caso del 2,3-diclorobutano. Dicha deshalogenación tiene lugar en condiciones anaerobias y se puede aplicar in situ en entornos anaerobios contaminados por cloroalcanos.

## Precauciones
El 2,3-diclorobutano es un compuesto inflamable cuyos vapores pueden formar mezclas explosivas con el aire. Su punto de inflamabilidad es 18 °C.